# Kleiner Rauch-Sackträger

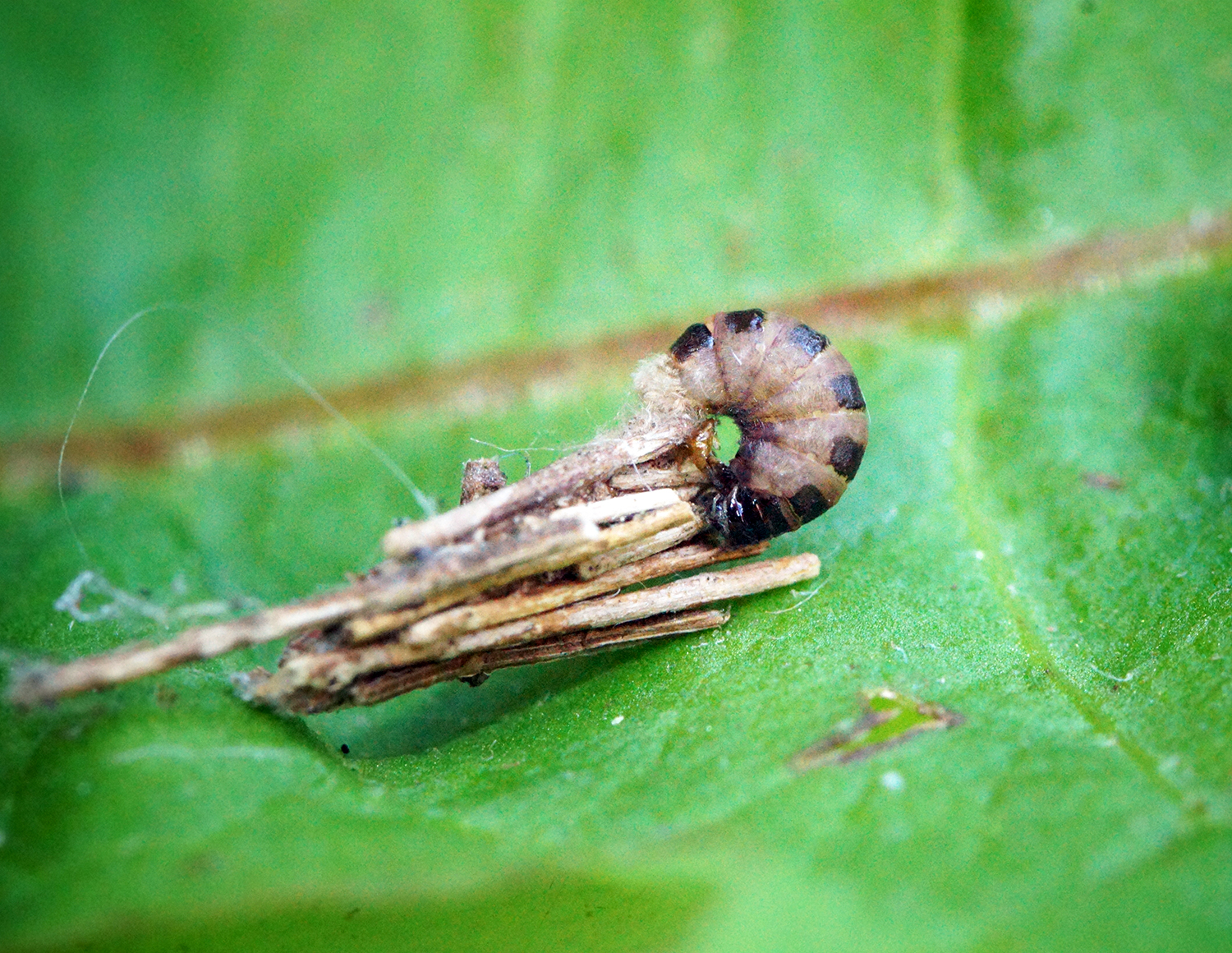
Frisch geschlüpfter weiblicher Falter

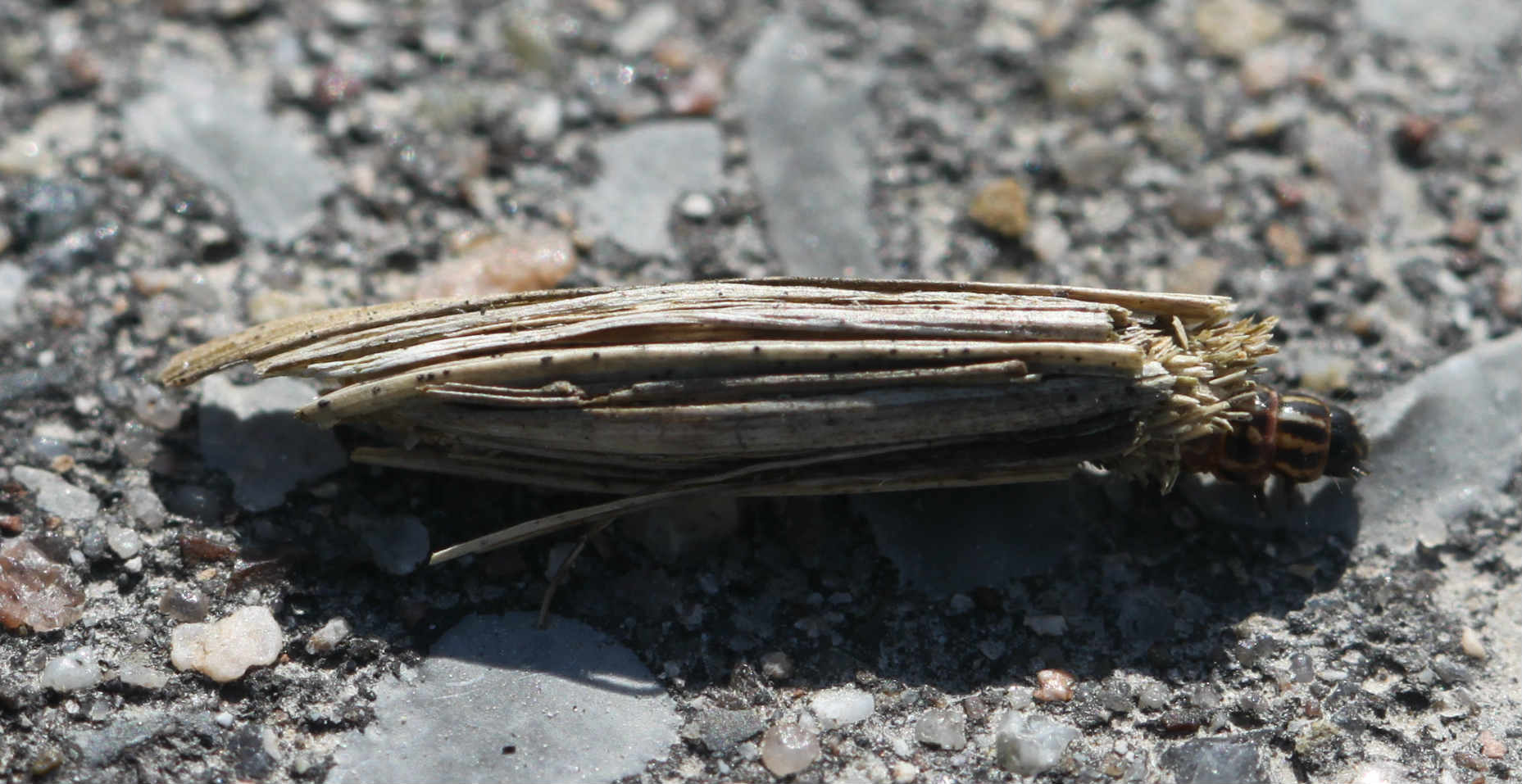
Raupe des Kleinen Rauch-Sackträgers mit Gespinstsack

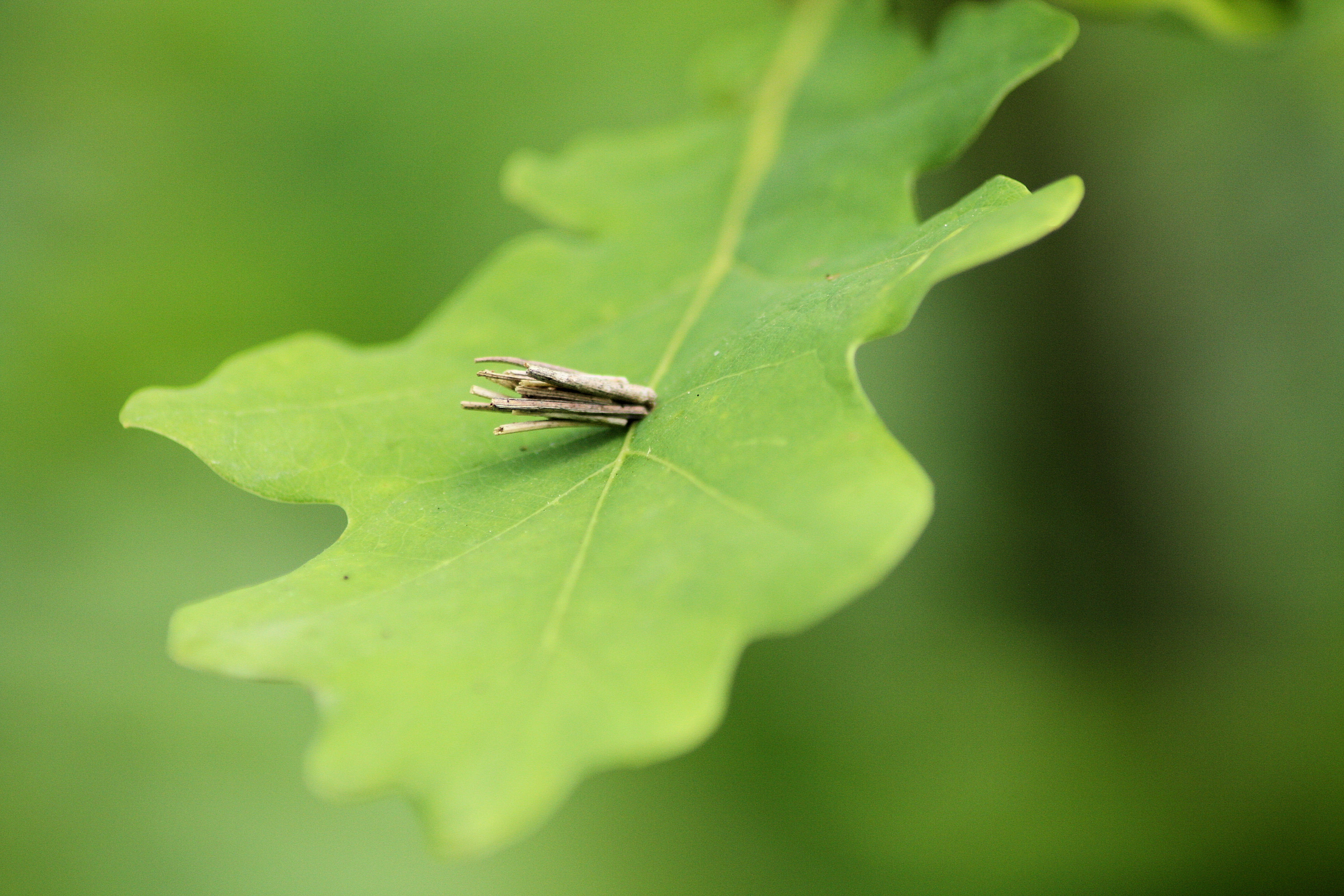
Gespinstsack an einem Blatt

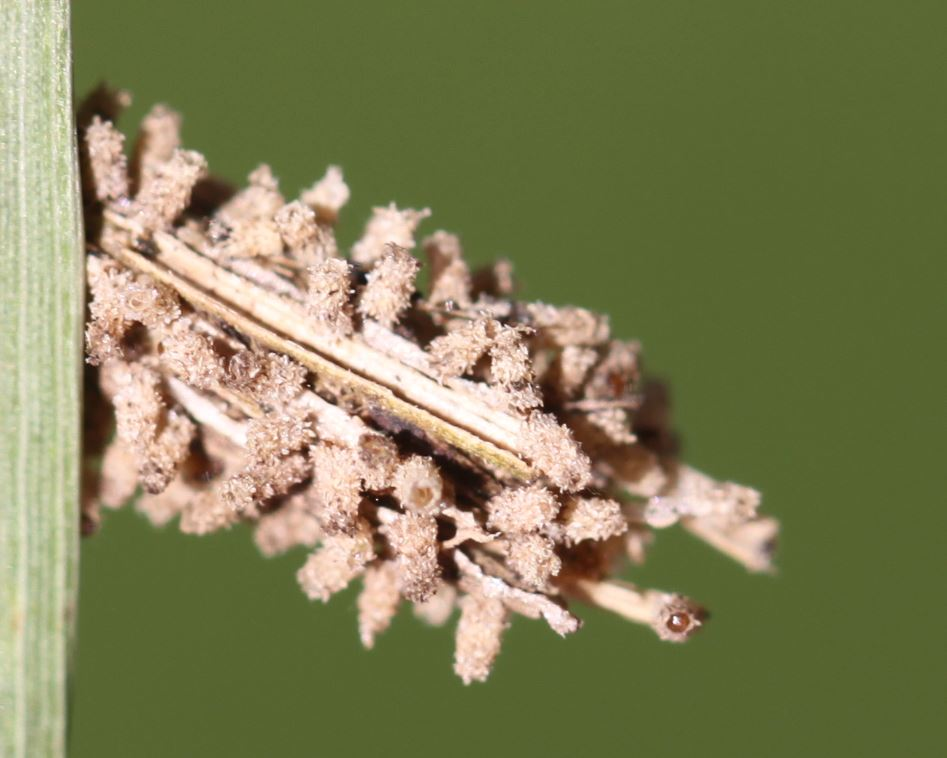
Frisch geschlüpfte Raupen am Gespinstsack ihrer Mutter

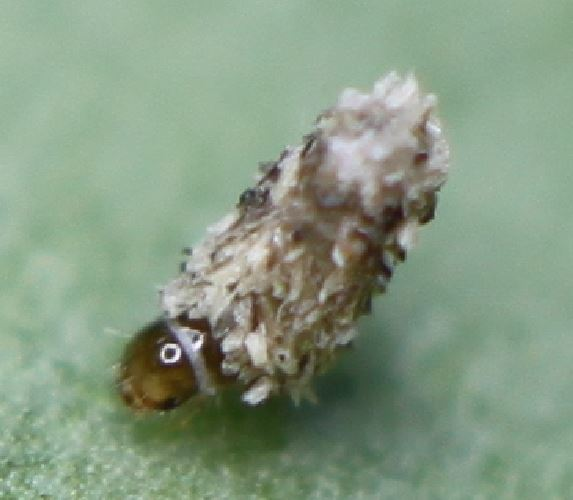
Frisch geschlüpfte Raupe

Der Kleine Rauch-Sackträger (Psyche casta) ist eine der etwa dreißig in Mitteleuropa vorkommenden Arten der Echten Sackträger. Der Kleine Sackträger hat, wie für diese Familie typisch, keine flugfähigen Weibchen und gehört zu den Nachtfaltern. 

## Vorkommen
Der Kleine Rauch-Sackträger ist sowohl in Wäldern als auch in offenem Gelände häufig. Der Gespinstsack ist an Hauswänden, Stämmen und Zweigen zu finden. 

## Raupen
Die Raupen leben in einem Gespinstsack, der mit Pflanzenstängeln ummantelt ist. Sie fressen an unterschiedlichen Pflanzen.

## Männchen
Die Männchen haben haarige, braun-metallisch glänzende Flügel mit einer Spannweite von 10 bis 14 mm. 

## Weibchen
Die Weibchen sind flügellos, haben aber gut entwickelte Beine. Sie haben eine Länge von 4 bis 5 mm. Der madenförmige Körper ist gelblich oder hellbraun, bis auf einige dunkelbraune Rückenplatten. Das Weibchen verlässt den Gespinstsack nie.

## Lebensweise
Die Flugzeit des Kleinen Rauch-Sackträgers dauert von Mai bis Juli. Zur Paarung schiebt sich das Weibchen zum Teil aus dem wegstehenden Ende des Gespinstsackes und wartet dort gekrümmt auf das Männchen. Dieses wird durch Duftstoff angelockt. Nach der Paarung legt das Weibchen seine Eier im Sack ab und stirbt. Die Eiraupen schlüpfen nach kurzer Zeit. Sie tragen beim Verlassen des Gespinstsacks ihrer Mutter schon einen eigenen Gespinstsack.